# Калачура

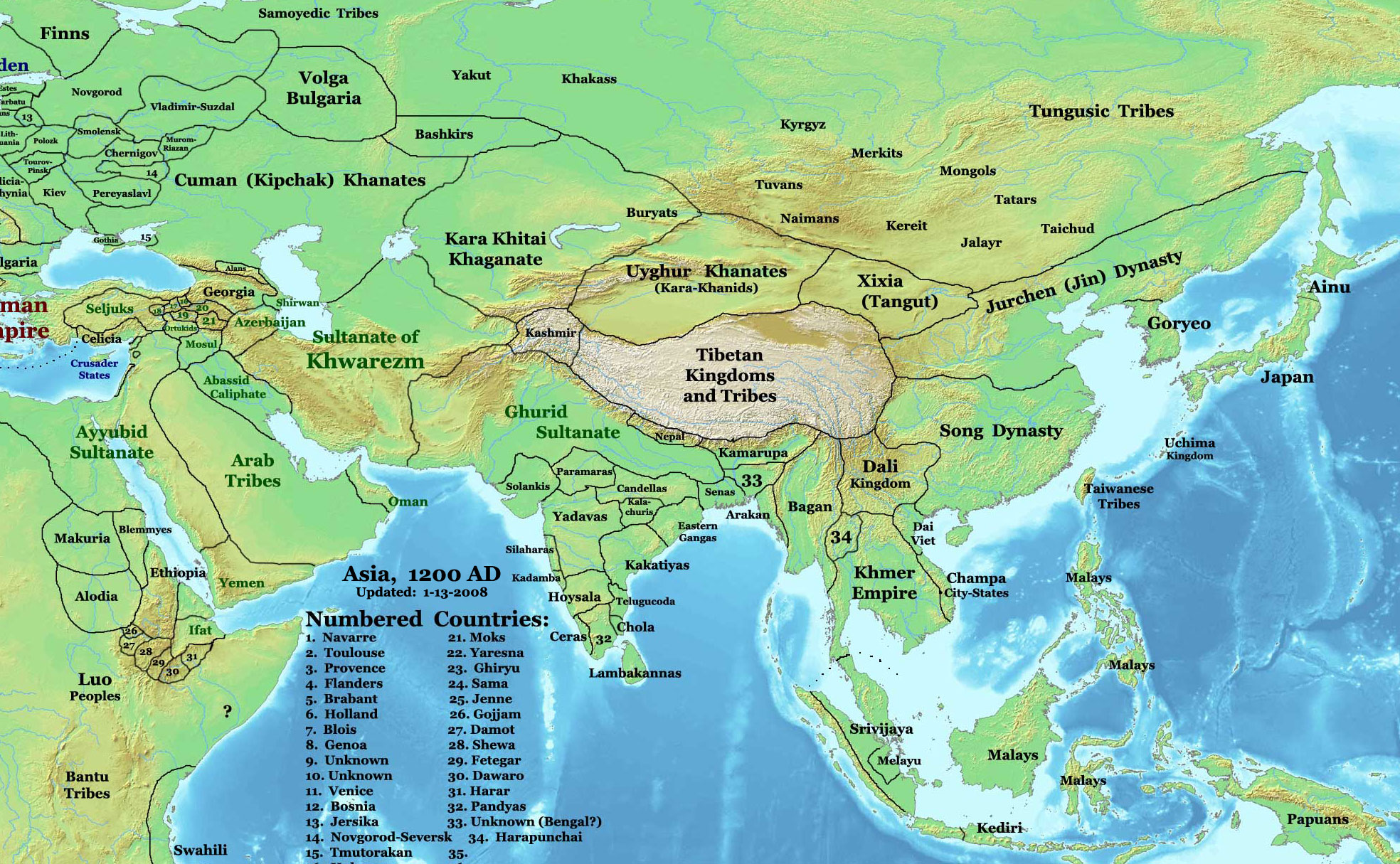
Калачура у XIII ст.

Калачура (ಕಲಚೂರಿ) — раджпутський клан, представники якого правили на території сучасного Мадх'я-Прадеш. Назва Калачура складається з двох слів «калі», що означає довгі вуса, і «чура» — гострий ніж.

## Історія
Цей клан вів своє походження від кшатріїв Хайхая, про яких згадується в епосах та Пурані. Їх ім'я відоме з епіграфічних написів з VI ст.
Головною гілкою клану були Качалачури з Дахали або Трипурі (теперішній Тавар поблизу Джабалпура). Вони прив'язували своє походження від Вішну. Засновником династії був Коккала I (850–890). який правив приблизно на території Джабалпурського району. в Мадх'я-Прадеш. В цей час Калачури укладають шлюбні угоди з Раштракутами (династичні угоди з ними тривали протягом трьох поколінь) й Чандела, водночас підтримуються союзні стосунки з Гуджара-Пратіхарами.
Значний володарем був Лакшманараджа II, який здійснив грабіжницькі походи до Бенгалії, Кошали, Гуджарата. Його наступники вступили у протистояння з кланами Парамара, Соланка й Чандела. Ювараджа II зазнав поразки від парамарського раджі Вакпаті II, при цьому залишив свою столицю Трипурі. Згодом Калачури повернули це місто, проте зазнали поразки від Чандела.
Гангеядева (1015–1041) відновив вплив Качалачура, перемігши радже Кіри (у долині Кангри), Уткали, Кунтали. Було захоплено місто Варанасі. Втім наприкінці життя був розбитий Бходжею Парамарою.
Син Вікрамадітьї, Лакшмікарна (1041–1072) переміг клани Парамара й Чандела, встановивши панування від річок Банас і Махі на заході до гирла Хуглі на сході, від долини Ганга-Джамни на півночі до верхньої течії Маханаді, Вайнганга, Вардхі та Тапті. Проте у 1050-х роках зазнав поразки від магарджахіраджей імперії Пала — Наяпали Віграґапали III. Цим скористалися інші раджпутські клани, щоб зломити владу Качалачурів. Лакшмікарну було розбито Кірті-варманом Чандела, Удаядітьєю Парамара, Бхімою I Соланка, а потім Сомешварою I з династії Західних Чалук'їв.
Наступник Лакшмікарни — Яшахкарна (1073–1125) продовжив боротьбу проти Пармара, Соланка, Чандела, Гахадавала, проте зазнав поразки. Відтоді клан приходить у занепад, а його вплив поступово зменшується. Раджа Гаякарна зазнав поразки від Мадана-варна Чандела. В цей же час Калачури з Муммани оголосили про незалежність й відібрали у Гаякарни південну Кошалу.
Протягом 2-ї пол. XIIII ст. — 1-ї пол. XIV ст. мусульмани поступово відняли встановили владу на більшість частині північної Індії. Калачура правили в районі Трипурі до встановлення панування гондів на початку XV ст.

## Раджи
- Коккала I (875–925)
- Ювараджа I (925–950)
- Лакшманараджа II (950–975)
- Шанкарагана III (970)
- Ювараджа II (975-д/н)
- Коккала II (1000-д/н)
- Гангеядева (д/н—1030)
- Гангея Вікрамадітья (1030–1041)
- Лакшмікарна (1041–1072)
- Яшагкарна (1073–1125)
- Гаякарна (1125–1152)
- Нарасімхадева 1152—55
- Джаясімха (1177–1180)
- Віджаясімха (1180—95)